# クリス・カーティス
クリス・カーティス（Chris Curtis、1987年7月15日 - ）は、アメリカ合衆国の男性総合格闘家。オハイオ州シンシナティ出身。エクストリーム・クートゥア/シンジケートMMA所属。

## 来歴
法科大学院に入学し弁護士を目指したが、総合格闘技のキャリアを追求することを決意し大学院を中退した。

### 総合格闘技
2009年、プロ総合格闘技デビュー。様々な団体で経験を積み、3団体で王座を獲得した。
2018年6月12日、Dana White's Contender Series 9でショーン・ラリーと対戦し、パウンドで3RTKO勝ちを納めたが、UFCとの契約を逃した。
2019年5月9日、PFL初参戦となったPFL 1のウェルター級トーナメント・レギュラーシーズン1回戦でアンドレ・フィアリョと対戦し、パウンドで3RTKO勝ちを収め4ポイントを獲得した。7月11日、PFL 4のウェルター級トーナメント・レギュラーシーズン2回戦でマゴメド・マゴメドケリモフと対戦し、0-3の判定負け。合計4ポイントでプレーオフ進出を果たした。
2019年10月11日、PFL 7のウェルター級トーナメント準々決勝でマゴメド・マゴメドケリモフと再戦し、0-3の判定負け。試合後、準決勝へ進出したマゴメドケリモフが体調不良となったため、代役を受けウェルター級トーナメント準決勝でレイ・クーパー3世と対戦し、右フックで2RKO負け。

### UFC
2021年11月6日、UFC初参戦となったUFC 268でフィル・ハウズと対戦し、パウンドで1RKO勝ち。
2021年12月4日、UFC on ESPN: Font vs. Aldoでブレンダン・アレンと対戦し、左膝蹴りで2RTKO勝ち。パフォーマンス・オブ・ザ・ナイトを受賞した。
2022年7月23日、大会2週間前のオファーを受けてUFC Fight Night: Volkov vs. Aspinallでミドル級ランキング8位のジャック・ハーマンソンと対戦し、0-3の判定負け。
2022年12月10日、UFC 282でホアキン・バックリーと対戦し、左ストレートでダウンを奪いパウンドで2RKO勝ち。パフォーマンス・オブ・ザ・ナイトを受賞した。
2023年4月8日、UFC 287でミドル級ランキング15位のケルヴィン・ガステラムと対戦し、0-3の判定負け。ファイト・オブ・ザ・ナイトを受賞した。
2023年6月11日、UFC 289でミドル級ランキング12位のナッソーディン・イマボフと対戦し、2Rに偶発的なバッティングで、カーティスは試合を続行することができずノーコンテストとなった。
2024年4月6日、UFC Fight Night: Allen vs. Curtis 2でミドル級ランキング6位のブレンダン・アレンと再戦し、1-2の5R判定負け。
2025年1月11日、UFC Fight Night: Dern vs. Ribas 2でロマン・コプィロフと対戦し、試合終了間際に左ハイキックでTKO負け。敗れはしたものの、ファイト・オブ・ザ・ナイトを受賞した。

## 人物・エピソード
- UFC 287で自身とケルヴィン・ガステラムの試合がプレリム（前座）で組まれ、UFC2戦目で18歳のラウル・ロザス・ジュニアの試合がメインカードで組まれたことについて、カーティスは「この試合順は本当にめちゃくちゃだ。なぜ子供（ロザス）のために俺の試合がメインカードから除外されなければならないんだ？」と不満を露わにした[10]。
- 一人息子がいる。

## 戦績

### 総合格闘技
| 総合格闘技 戦績 | 総合格闘技 戦績 | 総合格闘技 戦績 | 総合格闘技 戦績 | 総合格闘技 戦績 | 総合格闘技 戦績 | 総合格闘技 戦績 |
| --------------- | --------------- | --------------- | --------------- | --------------- | --------------- | --------------- |
| 45 試合         | (T)KO           | 一本            | 判定            | その他          | 引き分け        | 無効試合        |
| 32 勝           | 17              | 1               | 14              | 0               | 0               | 1               |
| 12 敗           | 2               | 1               | 9               | 0               | 0               | 1               |

| 勝敗 | 対戦相手                         | 試合結果                                       | 大会名                                                                 | 開催年月日     |
| ○    | マックス・グリフィン             | 5分3R終了 判定2-1                              | UFC on ESPN 70: Lewis vs. Teixeira                                     | 2025年7月12日  |
| ×    | ロマン・コプィロフ               | 3R 4:59 TKO（左ハイキック）                    | UFC Fight Night: Dern vs. Ribas 2                                      | 2025年1月11日  |
| ×    | ブレンダン・アレン               | 5分5R終了 判定1-2                              | UFC Fight Night: Allen vs. Curtis 2                                    | 2024年4月6日   |
| ○    | マルク＝アンドレ・バリオー       | 5分3R終了 判定2-1                              | UFC 297: Strickland vs. du Plessis                                     | 2024年1月20日  |
| －   | ナッソーディン・イマボフ         | 2R 3:04 ノーコンテスト（偶発的なバッティング） | UFC 289: Nunes vs. Aldana                                              | 2023年6月10日  |
| ×    | ケルヴィン・ガステラム           | 5分3R終了 判定0-3                              | UFC 287: Pereira vs. Adesanya 2                                        | 2023年4月8日   |
| ○    | ホアキン・バックリー             | 2R 2:49 KO（左ストレート→パウンド）            | UFC 282: Błachowicz vs. Ankalaev                                       | 2022年12月10日 |
| ×    | ジャック・ハーマンソン           | 5分3R終了 判定0-3                              | UFC Fight Night: Blaydes vs. Aspinall                                  | 2022年7月23日  |
| ○    | ホドウフォ・ヴィエイラ           | 5分3R終了 判定3-0                              | UFC on ESPN 38: Tsarukyan vs. Gamrot                                   | 2022年6月25日  |
| ○    | ブレンダン・アレン               | 2R 1:58 TKO（左膝蹴り）                        | UFC on ESPN 31: Font vs. Aldo                                          | 2021年12月4日  |
| ○    | フィル・ハウズ                   | 1R 4:27 KO（パウンド）                         | UFC 268: Usman vs. Covington 2                                         | 2021年11月6日  |
| ○    | ケニー・ロバートソン             | 5分3R終了 判定3-0                              | XMMA 2: Saunders vs. Nijem                                             | 2021年7月30日  |
| ○    | ジャロメ・ハッチ                 | 3R 1:30 TKO（パンチ連打）                      | Fierce FC 15                                                           | 2021 年5月14日 |
| ○    | フアン・ラモン・グラノ・メディナ | 1R 4:13 TKO（左ストレート→パウンド）           | iKon Fighting Federation 6                                             | 2021年4月2日   |
| ○    | カイル・スチュワート             | 3R 1:41 TKO（右ジャブ→パウンド）               | XMMA 1: Vick vs. Fialho                                                | 2021年1月30日  |
| ○    | ダレン・スミス・ジュニア         | 4R 5:00 TKO（コーナーストップ）                | Z Promotions Fight Night 12 【Z Promotionsウェルター級タイトルマッチ】 | 2020年1月25日  |
| ×    | レイ・クーパー3世                | 2R 0:11 KO（右フック）                         | PFL 7 【2019年PFLウェルター級トーナメント準決勝】                      | 2019年10月11日 |
| ×    | マゴメド・マゴメドケリモフ       | 5分2R終了 判定0-3                              | PFL 7 【2019年PFLウェルター級トーナメント準々決勝】                    | 2019年10月11日 |
| ×    | マゴメド・マゴメドケリモフ       | 5分3R終了 判定0-3                              | PFL 4 【2019年PFLウェルター級トーナメント・レギュラーシーズン2回戦】   | 2019年7月11日  |
| ○    | アンドレ・フィアリョ             | 3R 4:17 TKO（パウンド）                        | PFL 1 【2019年PFLウェルター級トーナメント・レギュラーシーズン1回戦】   | 2019年5月9日   |
| ○    | マット・ドワイヤー               | 5分5R終了 判定2-0                              | Z Promotions Fight Night 12 【Z Promotionsミドル級王座決定戦】         | 2019年1月25日  |
| ○    | ショーン・ラリー                 | 3R 1:37 TKO（パウンド）                        | Dana White's Contender Series 9                                        | 2018年6月12日  |
| ○    | ジェイソン・ノーウッド           | 5分5R終了 判定3-0                              | CES MMA 49 【CES MMAウェルター級タイトルマッチ】                       | 2018年4月6日   |
| ○    | ピーター・グレイカー             | 5分5R終了 判定3-0                              | Z Promotions Fight Night 5 【Z Promotionsウェルター級タイトルマッチ】  | 2017年9月9日   |
| ○    | ポートランド・プリングル3世      | 4R 4:22 TKO（右ボディブロー→パウンド）         | Premier MMA Championship 3 【PMMACウェルター級王座決定戦】             | 2017年5月27日  |
| ○    | ウィル・サンチアゴ・ジュニア     | 2R 1:08 TKO（ボディへの右膝蹴り）              | CES MMA 42 【CES MMAウェルター級タイトルマッチ】                       | 2017年3月31日  |
| ○    | レオ・ベルシエ                   | 5分3R終了 判定3-0                              | Final Fight Championship 24                                            | 2016年6月3日   |
| ×    | ナーション・バレル               | 5分5R終了 判定0-3                              | CES MMA 34                                                             | 2016年4月1日   |
| ○    | ジル・デ・フレイタス             | 1R 3:13 TKO（ギブアップ）                      | CES MMA 32 【CES MMAウェルター級タイトルマッチ】                       | 2016年1月8日   |
| ○    | アマエチ・オセルクエ             | 5分3R終了 判定3-0                              | Absolute Action MMA 44                                                 | 2015年10月24日 |
| ○    | タイソン・トリプレット           | 3R 5:00 TKO（ギブアップ）                      | Absolute Action MMA 42                                                 | 2015年4月24日  |
| ×    | ベラル・ムハマッド               | 5分3R終了 判定0-3                              | Hoosier Fight Club 21                                                  | 2014年9月13日  |
| ○    | ティアワン・ハワード             | 2R 2:37 腕ひしぎ十字固め                       | Fighting Championship 3                                                | 2014年6月21日  |
| ○    | レックス・ハリス                 | 5分3R終了 判定2-1                              | PA Cage Fight 18                                                       | 2014年5月24日  |
| ○    | ロン・ケスラー                   | 5分3R終了 判定3-0                              | MMA Xtreme: Fists Will Fly                                             | 2013年8月24日  |
| ×    | フォレスト・ペッツ               | 5分3R終了 判定0-3                              | NAAFS: Fight Night in the Flats 9                                      | 2013年6月1日   |
| ○    | アンドリュー・トレース           | 5分3R終了 判定3-0                              | Turf Wars Extreme Fighting: Heavy Hitters                              | 2011年10月8日  |
| ○    | ミカ・ベンダー                   | 2R 0:22 TKO（左ストレート→パウンド）           | Rocktagon MMA: Elite Series 6                                          | 2011年7月30日  |
| ×    | トム・ガリチオ                   | 3R 2:08 リアネイキドチョーク                   | Xtreme Caged Combat: Reckless Abandon                                  | 2011年5月20日  |
| ○    | エリック・ジョーダン             | 2R 2:21 TKO（ハイキック→パウンド）             | Spartan FC 6                                                           | 2010年12月10日 |
| ○    | ロブ・ニッカーソン3世            | 1R 0:43 KO（膝蹴り）                           | Absolute Action MMA 6                                                  | 2010年10月16日 |
| ○    | ケビン・パワーズ                 | 1R 1:33 TKO（パンチ連打）                      | Universal Cage Combat: Lights, Camera, Maximum Action                  | 2010年10月8日  |
| ○    | ナーション・バレル               | 5分3R終了 判定3-0                              | Xtreme Caged Combat: Hostile Intent                                    | 2010年10月1日  |
| ○    | イアン・ランメル                 | 5分3R終了 判定3-0                              | International Combat Events 46                                         | 2010年5月1日   |
| ×    | ブランドン・ピンクストン         | 5分3R終了 判定1-2                              | RFL: Maximum Impact                                                    | 2009年6月27日  |

### ボクシング
| プロボクシング 戦績 | プロボクシング 戦績 | プロボクシング 戦績 | プロボクシング 戦績 | プロボクシング 戦績 | プロボクシング 戦績 | プロボクシング 戦績 |
| ------------------- | ------------------- | ------------------- | ------------------- | ------------------- | ------------------- | ------------------- |
| 2 試合              | (T)KO               | 判定                | その他              | 引き分け            | 無効試合            |                     |
| 2 勝                | 1                   | 1                   | 0                   | 0                   | 0                   |                     |
| 0 敗                | 0                   | 0                   | 0                   | 0                   | 0                   |                     |

| 戦           | 日付           | 勝敗 | 時間    | 内容    | 対戦相手                 | 国籍           | 備考 |
| ------------ | -------------- | ---- | ------- | ------- | ------------------------ | -------------- | ---- |
| 1            | 2016年1月29日  | 勝利 | 4R      | 判定3-0 | マイケル・デービス       | アメリカ合衆国 |      |
| 2            | 2016年12月30日 | 勝利 | 2R 1:35 | TKO     | マーカス・モールディング | アメリカ合衆国 |      |
| テンプレート |                |      |         |         |                          |                |      |

## 獲得タイトル
- CES MMAウェルター級王座（2016年）
- PMMACウェルター級王座（2017年）
- Z Promotionsウェルター級王座（2017年）
- Z Promotionsミドル級王座（2019年）

## 表彰
- UFC パフォーマンス・オブ・ザ・ナイト (2回)
- UFC ファイト・オブ・ザ・ナイト（2回）